# Spargania semirfuata
Spargania semirfuata är en fjärilsart som beskrevs av Max Joseph Bastelberger 1907. Spargania semirfuata ingår i släktet Spargania och familjen mätare. Inga underarter finns listade i Catalogue of Life.